# Matīss Kaža

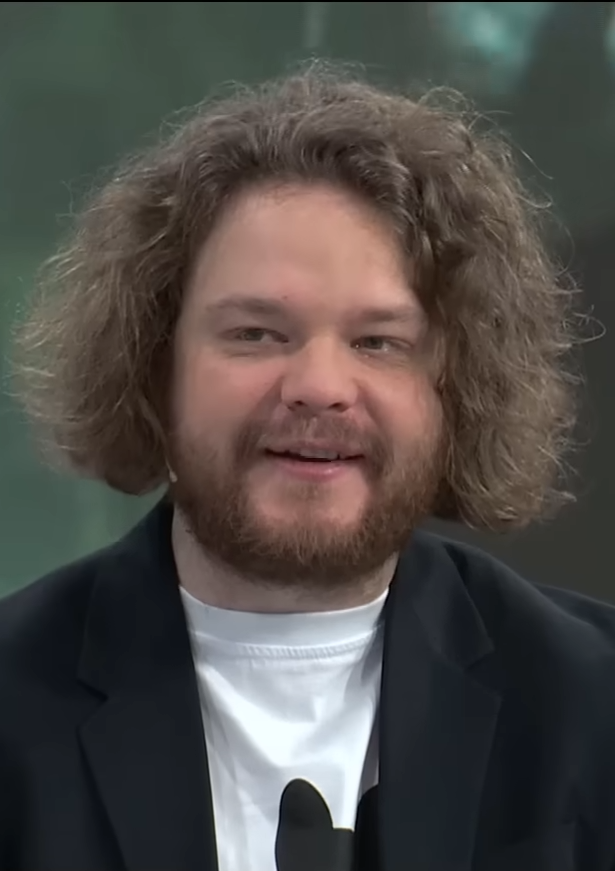
Matīss Kaža (2025)

Matīss Kaža (* 31. August 1995 in Stockholm) ist ein lettischer Filmregisseur, Filmproduzent und Drehbuchautor. Als Produzent von Flow gewann er 2025 einen Oscar für den Besten Animationsfilm.

## Karriere
Kažas Familie stammt aus Lettland, aber er wurde in Stockholm geboren. Sein Vater Juris Kaža (* 1949) ist ein lettischer Journalist und seine Mutter Una Celma (* 1960) eine lettische Filmemacherin. Bereits mit siebzehn Jahren war er an ihrem Film Raganu Menesis beteiligt, indem er das Drehbuch mitschrieb. Bis 2017 studierte er Filmregie an der Tisch School of the Arts der New York University und am American Film Institute Conservatory. Dort entstand auch sein erster Langfilm One Ticket Please, für den er 2018 einen Sonderpreis bei den Winter Film Awards erhielt. In den Folgejahren arbeitete er produktiv an weiteren Kurz- und Langfilmen, bei denen er meist im Sinne eines Autorenfilmers Regie, Drehbuch und Produktion übernahm.
Im Jahr 2024 produzierte er den Animationsfilm Flow zusammen mit Regisseur Gints Zilbalodis und den Produzenten Ron Dyens und Gregory Zalcman. Für den Film wurden sie vielfach ausgezeichnet, unter anderem bei der Oscarverleihung 2025 für den Besten Animationsfilm.

## Filmografie (Auswahl)
- 2012: Raganu Menesis (Buch)
- 2016: Mana zeme deg (Kurzfilm; Produktion)
- 2017: One Ticket Please (Regie, Buch, Produktion)
- 2018: Virietis un dalijas (Kurzfilm; Produktion)
- 2018: Meyerhold’s Flight (Kurzfilm; Regie, Produktion)
- 2020: Klejotaji (Regie, Buch, Produktion)
- 2020: Kino un mes (Regie, Buch, Produktion)
- 2020: Kad tu uz mani skaties (Kurzfilm; Regie, Buch, Produktion)
- 2021: Wild East (Regie, Buch, Produktion)
- 2022: The Taste of Water (Regie, Buch, Produktion)
- 2022: Vecaks par simts gadiem (Kurzfilm; Produktion)
- 2022: Neon Spring (Regie, Buch, Produktion)
- 2022: Masas (Produktion)
- 2024: Flow (Buch, Produktion)
- 2024: Touched by Eternity (Produktion)
- 2025: 1 Girl Infinite (Produktion)

## Auszeichnungen (Auswahl)
- 2016: Lettischer-Filmpreis-Nominierung in der Kategorie Bester Debütfilm für Mana zeme deg
- 2018: Winter Film Award für One Ticket Please
- 2020: Lettischer-Filmpreis-Nominierung in der Kategorie Bester Regisseur eines Dokumentarfilms für Klejotaji
- 2023: Lettischer-Filmpreis-Nominierung in der Kategorie Bester Film für Masas
- 2024: Europäischer-Filmpreis-Nominierung in der Kategorie Bester europäischer Film für Flow
- 2025: Lettischer-Filmpreis-Nominierung in den Kategorien Bester Animationsfilm und Bestes Drehbuch für Flow und Bester Film für Touched by Eternity
- 2025: CIC Award in der Kategorie Bester internationaler Film für Flow
- 2025: Gold Derby Award in der Kategorie Bester Animationsfilm für Flow
- 2025: PGA-Award-Nominierung in der Kategorie Bester Produzent eines Animationsfilms für Flow
- 2025: BAFTA-Nominierungen in den Kategorien Bester Kinder- und Familienfilm und Bester Animationsfilm für Flow
- 2025: Annie-Award-Nominierung in der Kategorie Bestes Drehbuch eines Animationsfilms für Flow
- 2025: Oscar in der Kategorie Bester Animationsfilm für Flow